# Серёжчатые медососы
Серёжчатые медососы (лат. Anthochaera) — род воробьиных птиц из семейства медососовых. Название рода произведено от греческих слов anthos (цветок) и khairō (наслаждаться). Серёжки (выросты) на голове имеются у представителей двух видов рода.

## Систематика
В 1975 году австралийский орнитолог Ричард Шодд поместил роды крупных птиц (Melidectes, Pycnopygius, Anthochaera, Philemon, Acanthagenys, Entomyzon, Manorina, Meliphaga, Lichenostomus, Melithreptus) в одну ветвь эволюции медососов.

### Классификация
Международный союз орнитологов включает в род 5 видов:
- Anthochaera carunculata (Shaw, 1790) — Краснолопастный серёжчатый медосос[1]
- Anthochaera chrysoptera (Latham, 1801) — Малый серёжчатый медосос[1]
- Anthochaera lunulata Gould, 1838
- Anthochaera paradoxa (Daudin, 1800) — Желтолопастный серёжчатый медосос
- Anthochaera phrygia (Shaw, 1794) — Бородавчатый медосос, или чешуйчатый медосос

Ранее к серёжчатым медососам относили Anthochaera rufogularis, но из-за отличий этого вида на молекулярном уровне он был выделен в отдельный монотипический род Acanthagenys.

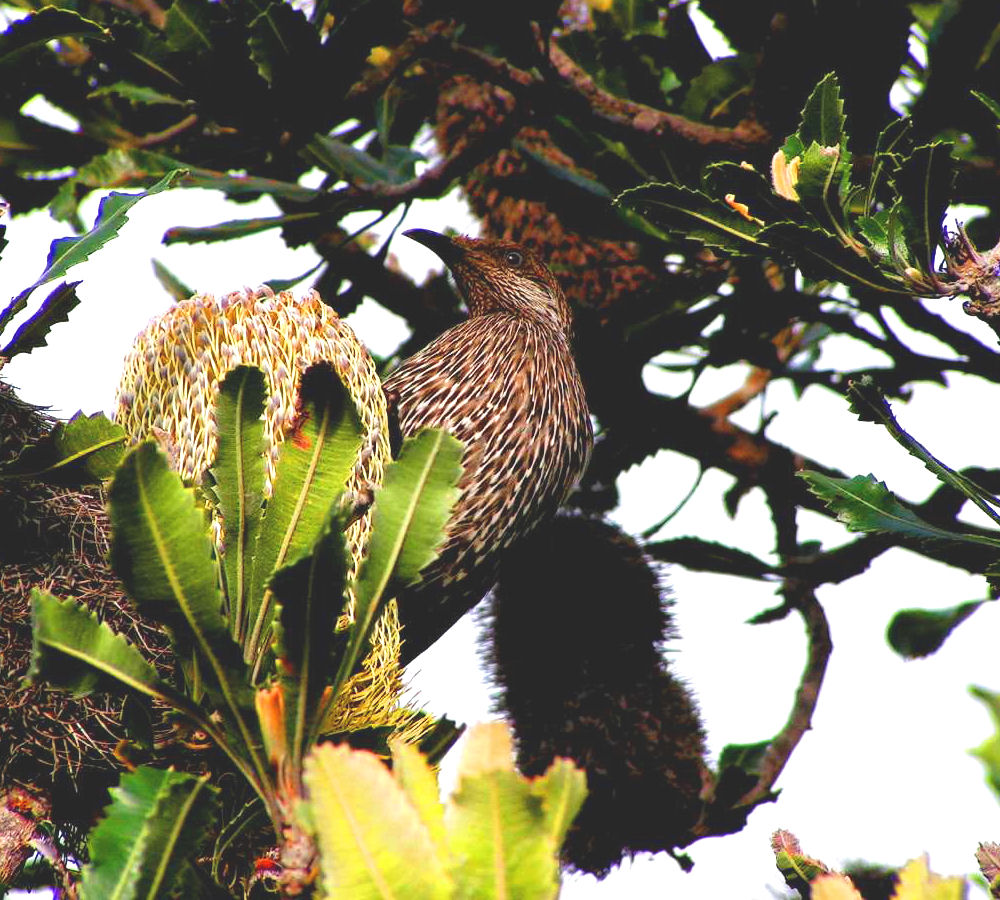
Anthochaera lunulata
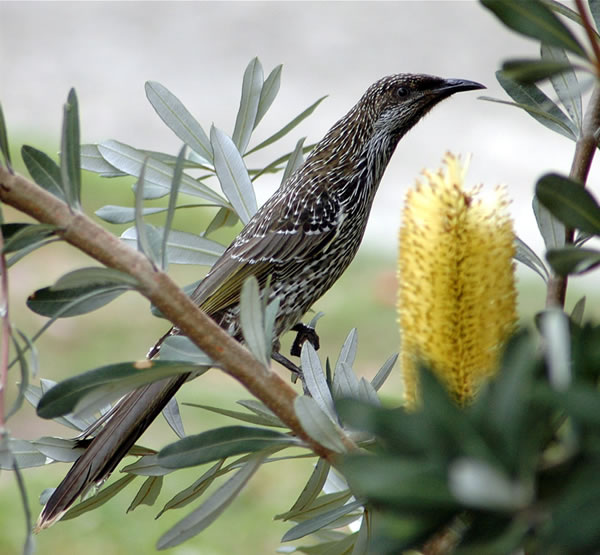
Малый серёжчатый медосос
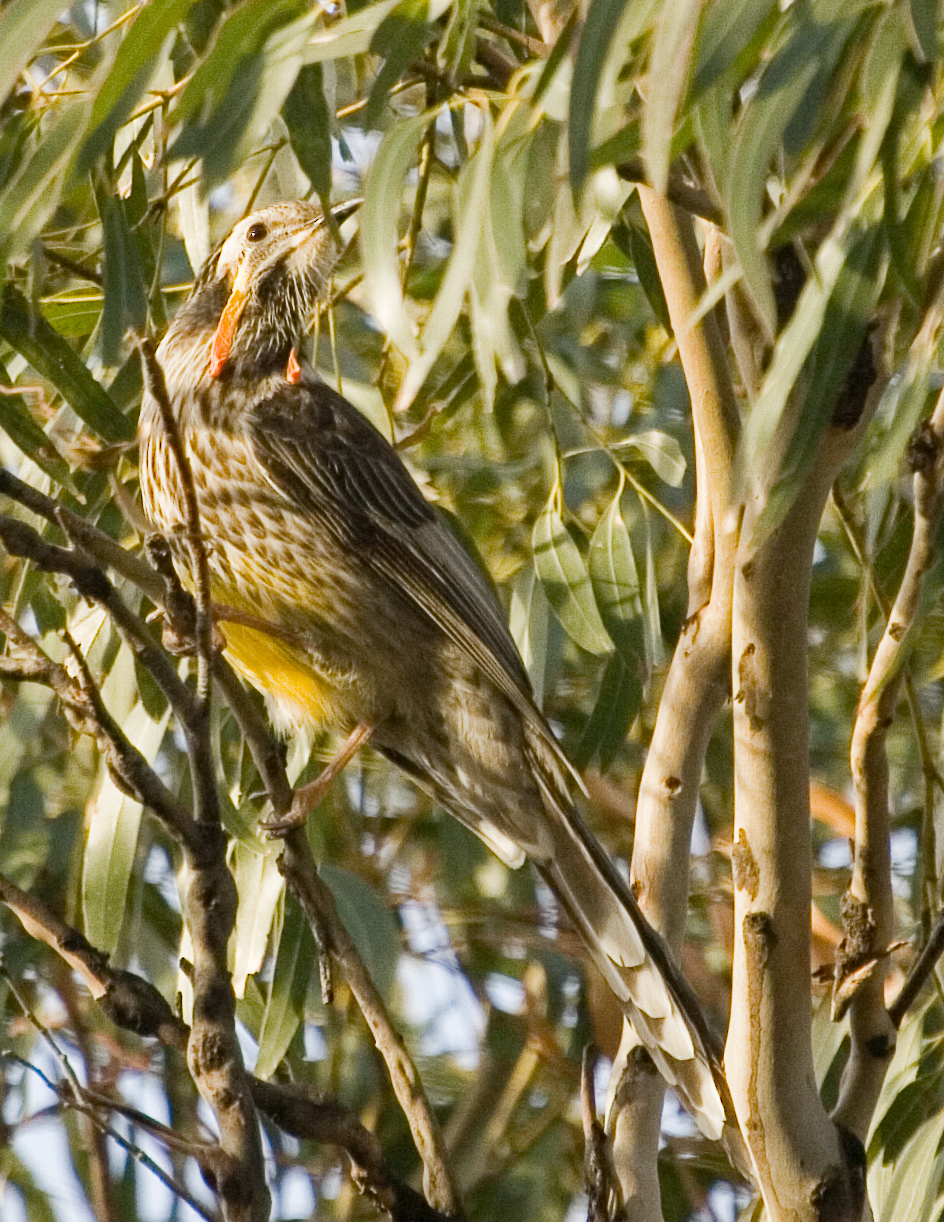
Желтолопастный серёжчатый медосос